# Asaphes petiolatus
Asaphes petiolatus är en stekelart som först beskrevs av Zetterstedt 1838.  Asaphes petiolatus ingår i släktet Asaphes och familjen puppglanssteklar. Arten är reproducerande i Sverige. Inga underarter finns listade.